# Трофимов, Александр Иванович
Александр Иванович Трофимов (27 июня 1963, Чебоксары — 14 сентября 2008, Пермь) — советский и российский спортсмен (самбо, дзюдо, рукопашный бой) и спортивный организатор; региональный политик (ЛДПР, «Единая Россия») и государственный деятель. Мастер спорта СССР международного класса (1991). Заслуженный работник физической культуры и спорта Чувашской Республики (2000).
Бронзовый призёр 44-го Чемпионата СССР по самбо 1990 года (Калинин), победитель IX Международного турнира по самбо «Мемориал А. А. Харлампиева» 1991 года (Москва), серебряный призёр Кубка СССР по самбо 1991 года (Майкоп).
Депутат Государственного совета Чувашской Республики III и IV созывов (2002—2008); заместитель председателя Комитета Государственного совета Чувашской Республики по социальной политике, здравоохранению, физической культуре и спорту (2006—2008).

## Биография

### Происхождение
Родился 27 июня 1963 года в Чебоксарах в чувашской семье. В семье также вместе с ним рос брат — Вячеслав.
С 1 по 7 класс учился в чебоксарской школе № 30, где увлекся дзюдо; после 7-го перевелся в среднюю школу № 10. Саша Трофимов однажды после школьных уроков неудачно подрался, попросил одноклассников взять его с собой в школу самбо, его захватили «за компанию». С 13 лет начал заниматься борьбой самбо у тренера А. Е. Ясмакова («Если честно, я ему в первое время не уделял столько внимания, как другим, в группе были, на мой взгляд, более перспективные ребята»). В 1978 году впервые участвовал на соревнованиях за пределами Чувашской АССР — в Перми, где проводилось первенство РСФСР.
В 1980 году начал трудовую деятельность рабочим стадиона «Энергия» Чебоксарского электроаппаратного завода (ЧЭАЗ).

### Спортивная карьера
После устройства на работу в 1980 году А. Трофимов начал заниматься в секции самбо и дзюдо в Детско-юношеской спортивной школе при ЧЭАЗ. С 13 по 15 мая 1980 года в городе Черкесске проходило зональное первенство ЦС ДСО «Труд» среди юношей 1963—64 года рождения, на котором воспитанник А. Е. Ясмакова — Александр Трофимов становится победителем, а на финальном первенстве, которое прошло в городе Ангарске в сентябре, Александр Трофимов завоевал 3 место. В 1980 году присвоено звание Мастера спорта СССР по самбо в весовой категории 57 кг. В начале марта 1981 года команда Чувашской АССР по дзюдо под руководством А. Е. Ясмакова выезжает в Ленинград на первенство Центрального совета Всесоюзного профсоюзного добровольного спортивного общества «Труд» среди юношей 1962—63 года рождения; в состав команды вошёл Александр Трофимов.
С 1 октября 1981 года по 13 февраля 1991 года проходил службу в органах МВД СССР: в 1984 году окончил Ивановское пожарно-техническое училище МВД СССР; с 1984 по 1991 год служил в органах МВД Чувашской АССР — в милиции, старший лейтенант внутренней службы; представлял спортивное общество «Динамо». В 1983 году Александр Трофимов первым из дзюдоистов Чувашской АССР участвовал в международных соревнованиях — на XXV Спартакиаде социалистических стран (турнире динамовцев) в Киеве, где он завоевал серебряную медаль. 6 декабря 1985 года в городе Челябинске занял II место на Чемпионате МВД СССР по борьбе дзюдо; 6 октября 1987 года в городе Калуге — II место на Чемпионате МВД-УВД РСФСР по борьбе дзюдо; 24 ноября 1988 в Саратове — I место в Чемпионате МВД-УВД РСФСР по самозащите без оружия; 24 декабря 1988 года — I место на Чемпионате МВД СССР по самозащите без оружия; 9 декабря 1989 года в городе Днепропетровске — III место на Чемпионате МВД СССР по самозащите без оружия; 15 апреля 1990 года в городе Казани — I место турнире по самозащите без оружия среди сотрудников МВД СССР, ГУВД и УВД. За годы службы имел 20 поощрений от министра внутренних дел Чувашской АССР за успехи в службе и в спорте. С 1989 года — мастер спорта СССР по рукопашному бою.
15 июля 1990 года участвовал на Чемпионате СССР по самбо в Калинине, где стал бронзовым призёром в весовой категории 68 кг. 17 марта 1991 года становится победителем Международного турнира по самбо «Мемориал А. А. Харлампиева» в Москве. В 1991 году А. И. Трофимову было присвоено звание Мастера спорта СССР международного класса по самбо (первому из Чувашской АССР). 29 сентября 1991 года участвует в Кубке СССР по самбо в Майкопе, где становится серебряным призёром.
С 1991 по 1993 год работал в Научно-производственном малом предприятии «Практика» (Чебоксары). С 1993 по 1995 год работал экспедитором, затем директором магазина «Калинка» предприятия «Форос» (Чебоксары). А. И. Трофимов также значится воспитанником чебоксарского тренера по самбо Е. В. Селиванова.

### Карьера спортивного организатора
В 1994 году избран вице-президентом Федерации самбо и дзюдо Чувашской Республики (ЧФСД). С 1995 по 1996 год снова работал в службе безопасности Научно-производственного малого предприятия «Практика» (Чебоксары). В 1996 году избран президентом ЧФСД.
В 1996 году в составе сборной России по борьбе самбо выехал в Японию, где посетил «Кодокан» — институт дзюдо в Токио.
С 1996 по 1998 год — директор представительства ЗАО «Реон» (Чебоксары) в Пермской области. С июля по декабрь 1998 года — менеджер ЗАО ИПФ «Реон-Техно» (Чебоксары). С 1998 по 2006 год — заместитель директора, исполнительный директор Частного охранного предприятия «Бодигард» (Чебоксары).
В 2000 году получил диплом о высшем образовании на экономическом факультете Чувашского государственного университете им. И. Н. Ульянова.
Чувашская федерация самбо и дзюдо, возглавляемая Александром Трофимовым, в ноябре 2000 года приобрела первое в истории чувашского дзюдо фирменное татами. По его инициативе в 2001 году впервые в Чебоксарах прошел Х Чемпионат России по дзюдо, а в 2005 году — I Кубок России по дзюдо.
21 июля 2002 года был избран депутатом Государственного совета Чувашской Республики III созыва от Ахазовского избирательного округа № 58 (Московский район города Чебоксары), был членом комитета по вопросам местного самоуправления и членом комитета по социальной политике, здравоохранению, физической культуре и спорту. 25 декабря 2002 года, когда Чувашская федерация самбо и дзюдо была разделена на две самостоятельные организации, Федерацию дзюдо Чувашской Республики возглавил Глава Администрации города Чебоксары Н. И. Емельянов, а вице-президентом стал Александр Трофимов.
5 января 2004 года депутат А. И. Трофимов участниками внеочередной конференции Чувашской региональной организации ЛДПР был избран руководителем Чувашской региональной организации ЛДПР, сменив в этой должности Александра Григорьева, перешедшего на работу помощника депутата Госдумы Андрея Броницына.
С июня 2004 года стал основателем и президентом Некоммерческого партнёрства «Клуб „Профи-дзюдо“» в Чебоксарах, филиалы которого были открыты в Доме творчества юных Московского района города Чебоксары, а также в чебоксарских средних школах № 59 и 62. В 2005 году был избран членом президиума Общероссийской общественной организации «Российский комитет защиты мира». Был президентом Межрегиональной общественной организации Приволжского федерального округа «Федерация Дзюдо». Был вице-президентом Общероссийской общественной организации «Федерация дзюдо России», членом его Высшего совета. Занимался наставнической деятельностью; среди учеников Александра Трофимова — победители и призеры республиканских, всероссийских и международных соревнований.
В 2006 году избран депутатом Государственного совета Чувашской Республики IV созыва как член Всероссийской политической партии «Единая Россия». В Госсовете Чувашской Республики работал заместителем председателя Комитета по социальной политике, здравоохранению, физической культуре и спорту; также значился членом Комитета по государственному строительству и местному самоуправлению.
14 сентября 2008 года погиб в результате крушения самолета Боинг-737 в Перми. В составе делегации самбистов он летел вместе с советником президента России Геннадием Трошевым в Пермский край для участия в турнире по самбо памяти Василия Шваи.

## Семья и личная жизнь
Был женат, супруга — Трофимова Лидия Александровна, имел двоих детей. Сын Трофимов Александр Александрович (род. 13.07.1988) — был студентом Российского университета дружбы народов, занимался в школе «Самбо-70»; к 18 годам — дважды призер первенства России по самбо среди юношей, Мастер спорта России по самбо. Дочь Мария в 2006 году пошла в 1-й класс, занимается в музыкальной школе, увлекается танцами.
В 2005 году значился владельцем 50 % долей в уставном капитале ООО ЧОП «Бодигард-Ч», 50 % — в ЧОООО «Бодигард», 50 % — в ООО ЧОП «Гарда», 50 % — в ООО «Центр делового сотрудничества», 100 % — в ООО «Играющий мир» (игорный бизнес). Имел автомобиль BMW 530 (2003).
Жил в Чебоксарах в доме по адресу: улица Водопроводная, дом 22. А. И. Трофимов: «Особого хобби у меня нет. В свободное время стараюсь с семьей бывать на природе, выбираться куда-нибудь, ходить в походы».

## Отзывы и критика
Чебоксарский общественник Константин Ишутов: «в начале 1990-х в период безвластия его [Александра Трофимова] организаторским талантам нашлось более достойное применение. Тогда борцы и боксеры уберегли Чувашию от уголовных и чеченских крыш. Лидер спортсменов и бывший сотрудник МВД Александр Трофимов осуществлял взаимодействие двух этих силовых структур. Может быть поэтому у нас было не так много трупов среди тех и других».
Согласно сведениям интернет-сайта ykt.ru А. Трофимов «по слухам, начинал свою карьеру в бандитской группировке, приторговывая оружием для воров в законе». Публицист Сергей Ворон утверждает, что А. И. Трофимов имел связи с представителями криминального мира, имел «авторитетных знакомых: в Ульяновске — Потапа, в Казани — Нельсона. Помимо того, Трофимов был близко знаком с вором в законе Николаем Зыковым (Якутенок)», которых познакомил с криминальным авторитетом из Чувашии Сергеем Тимофеевым (Тимоха).
Константин Ишутов приводит следующие сведения (2010): «Трофимов <…> хорошо знал спортивную элиту, многие представители которой стали элитой криминальной. Именно он помог Тимохе установить союзнические отношения с братвой Ульяновска, Казани, Перми, он привел в банду знаменитого дзюдоиста и крышевателя ульяновских рынков Владимира Потапова (Потап), он был знаком с казанским авторитетом Наилем (Нельсон). Огромной удачей для Тимохи и залогом победы в борьбе с Белкой послужила его дружба со знаменитым вором в законе Николаем Зыковым (Якутенком), достигнутая исключительно с помощью Александра Трофимова <…>. Александр Трофимов <…> для Тимохи <…> наладил <…> связи с братками окрестных территорий, а главное — понял, какую пользу можно извлечь из такого дела как охранный бизнес. И первым в Чувашии открыл ЧОП под названием „Бодигард“ <…>. Банда не испытывала недостатка в оружии, но одно дело ходить по городу с нелегальным „стволом“, за что можно отхватить срок, и совсем другое — с разрешенным. <…> Вот именно по такой схеме был принят в „Бодигард“ и получил разрешение на ношение служебного оружия — пистолета ИЖ-71 <…> младший брат Трофима Алексей. Итак, родной брат главного бандита Чувашии легализовался с оружием в принадлежащем Александру Ивановичу Трофимову ЧОП „Бодигард“!».
После гибели А. Трофимова в 2008 году президент Чувашии Николай Федоров назвал А. И. Трофимова одним «из самых достойных сыновей Чувашии и России», мэр столицы Чувашии Н. И. Емельянов сообщил: «Одна из улиц столицы Чувашии будет носить его имя». В 2021 году, когда в Чебоксарах состоялся республиканский турнир по дзюдо памяти Александра Трофимова, в своём приветственном слове глава Чувашии Олег Николаев (бывший сотрудник структуры А. И. Трофимова ЧОП «Бодигард») тепло вспомнил Александра Трофимова, как жизнерадостного и доброго человека, и отметил: «Мы помним и чтим память Александра Ивановича Трофимова». Заслуженный мастер спорта России, руководитель Ассоциации кикбоксинга Чувашии Алексей Соловьёв (2021): «Такие люди, как Александр Иванович, которые сделали многое для развития спорта в Чувашии, непременно должны быть увековечены, и молодёжь должна знать о них».

## Память
Церемония прощания прошла 23 октября 2008 года во Дворце культуры имени Якова Ухсая в городе Чебоксары. После завершения траурного митинга прошло отпевание во Введенском кафедральном соборе города Чебоксары. Похоронен на Аллее славы кладбища № 5 (Карачуринского кладбища) города Чебоксары.
С 11 июня 2009 года имя А. И. Трофимова носит Муниципальное бюджетное общеобразовательное учреждение «Средняя общеобразовательная школа № 30 имени А. И. Трофимова» города Чебоксары Чувашской Республики, в которой он учился. 15 сентября 2010 года на фасаде школы появилась мемориальная доска, посвящённая А. И. Трофимову.
С 2013 года в Чебоксарах проводится Всероссийский юношеский турнир по самообороне без оружия «Прерванный полет», посвященный памяти Г. Трошева, В. Погодина, А. Трофимова. 26 марта 2017 года в Чебоксарах состоялся Всероссийский турнир по дзюдо среди мальчиков и девочек 2003—05 года рождения памяти Александра Трофимова. 30 марта 2019 года в городе Чебоксары состоялся X Всероссийский турнир по дзюдо памяти Трофимова А. И. (среди юношей и девушек 2005—2006 г.р.).
В 2021 году его именем названа Автономное учреждение Чувашской Республики «Спортивная школа олимпийского резерва № 10 имени А. И. Трофимова» Министерства физической культуры и спорта Чувашской Республики. С предложением присвоить школе олимпийского резерва № 10 имя А. И. Трофимова в адрес главы республики обратились Общественный совет и Совет ветеранов спорта при Министерстве физической культуры и спорта Чувашской Республики, Общероссийская общественная организация «Российский союз боевых искусств».
В 2021 году в Чувашской Республике был проведен Республиканский турнир по дзюдо среди юношей и девушек до 15 лет памяти А. И. Трофимова.
27 июня 2024 года в Чебоксарах на стене здания, в котором расположена Спортивная школа олимпийского резерва № 10 (ул. Ленинградская, д. 32), в честь А. И. Трофимова была открыта мемориальная доска.

## Награды и звания
- Медаль «200 лет МВД России»,
- Медаль «80 лет Госкомспорту России»,
- Заслуженный работник физической культуры и спорта Чувашской Республики (2000),
- Мастер спорта СССР международного класса по самбо,
- Мастер спорта СССР по рукопашному бою,
- Старший лейтенант внутренней службы запаса,
- Орден Петра Великого III степени (сентябрь 2006, награда АНО «Национальный комитет общественных наград») — «за заслуги и большой личный вклад в развитие отечественного спорта».